# Escudeller

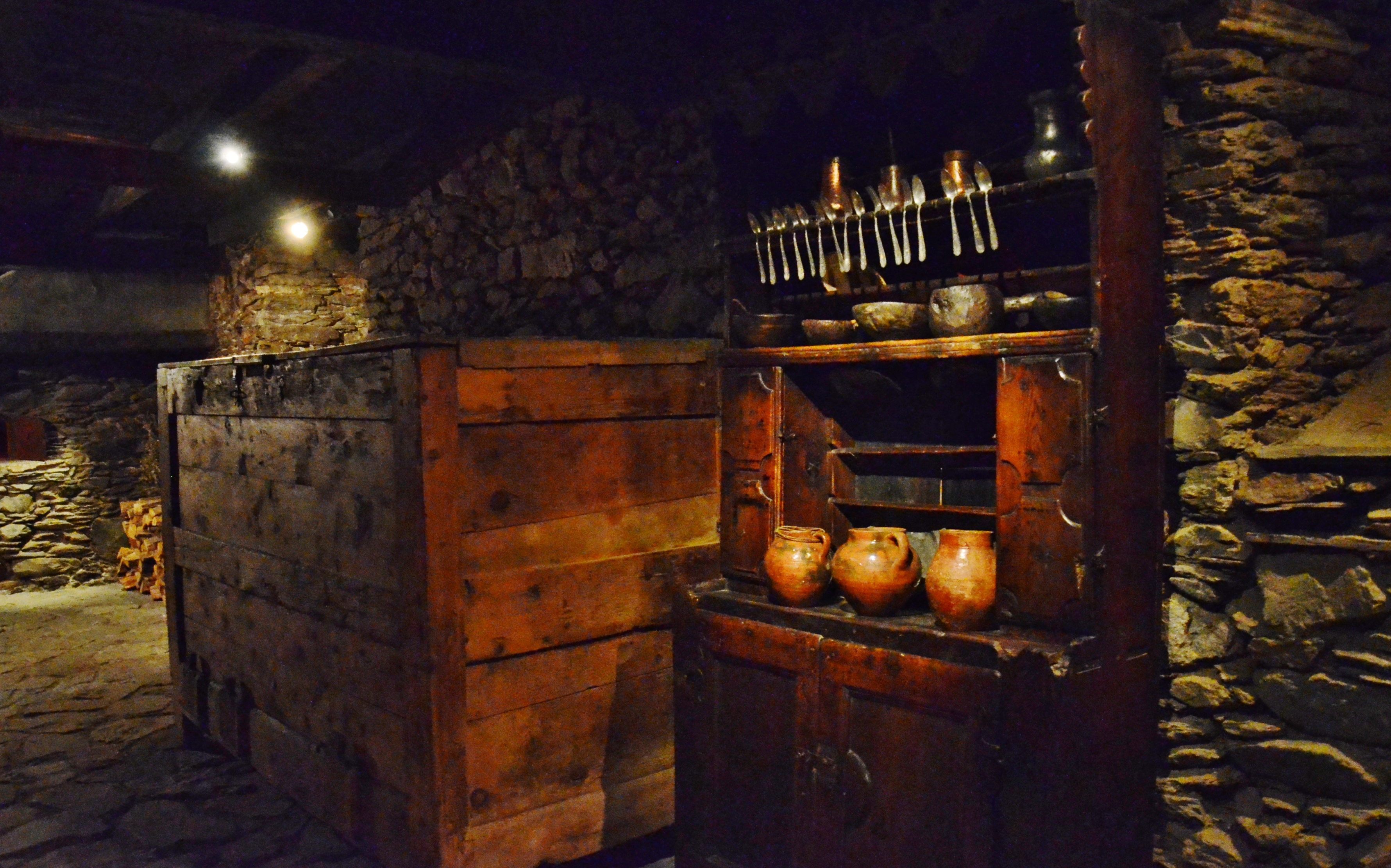
Escudeller al soler del Museu Casa Rull de Sispony

L'escudeller és un bufet plater que té com a predecessor l'armari del costat de la llar on es posava la terrissa i les escudelles d'ús diari. Amb el temps adquireix fesomia pròpia, sigui encara part de l'arquitectura de la casa, encastat al mur, encaixat en el fustam o no, o bé en la forma habitual de poselles vistes a la part superior i tancades les de sota, o de frontal tot descobert. També hi ha el simple escudeller penjat. L'escudeller sembla aparèixer a les Valls d'Andorra —com altres mobles— al segle xvii, però esdevé d'ús corrent al segle xix. És un moble de prestigi, destinat a presentar a l'esguard la vaixella i la coberteria més bones de cada casa, de tal manera que es beneficia d'una plaça de preferència a la sala comuna. El moble, en la majoria dels casos, és constituït per dues portes, sobremuntat de poselles per a soperes, pitxers i altres elements, i per uns rastellers horitzontals on van penjats plats, safates i coberts.
L'escudeller és també la persona que fabricava escudelles, plats i altres atuells de terrissa o en venia.